# The President Is Missing
The President Is Missing é um romance de suspense político do ex-presidente americano Bill Clinton e do escritor James Patterson publicado em junho de 2018. É o primeiro romance de Clinton.  
Está a ser desenvolvida pela Showtime a adaptação para televisão.  

## Enredo
O livro começa com o fictício presidente dos EUA, Jonathan Lincoln Duncan, ensaiando a sua possível audição perante um comitê seleto da Câmara dos Representantes. Foi tornado público que o presidente fez um telefonema para Suliman Cindoruk, o líder do grupo ciberterrorista Sons of Jihad, sendo por isso acusado pela oposição de negociar com um terrorista. Também foi noticiado que o presidente ordenou um ataque para impedir que operacionais ucranianos na Argélia tentassem matar Suliman. Neste ataque, um agente americano da CIA foi morto e Suliman escapou. Os assessores do presidente aconselham-no a não comparecer na audiência parlamentar acreditando que tal conduzirá a um processo de impeachment. 
Duncan tem sofrido de trombocitopenia imunológica - doença que causa a diminuição do número de plaquetas - durante a maior parte de sua carreira política, tendo o distúrbio voltado a ocorrer de novo forçando-o a tomar esteróides que prejudicam a sua capacidade mental. Duncan, em seguida, reúne-se com o presidente da Câmara dos Representantes, que tem sido o principal defensor do impeachment, e tenta sem sucesso convencê-lo da importância estratégica das suas decisões de carácter aparentemente suspeito. 
A filha de Duncan, Lilly, que está a estudar em Paris é contactada por uma jovem do leste europeu chamada Nina que lhe diz para transmitir ao pai a expressão em código "Dark Ages". Após dar conta ao pai sobre Nina e a mensagem desta, Lilly é intimada a regressar aos EUA imediatamente. Aquela expressão em código era conhecida por apenas oito pessoas, todas de alto escalão do Governo dos EUA, sendo o nome de código de uma operação de segurança cibernética que os EUA estavam a desenvolver após alguns dos seus sistemas informáticos terem sido invadidos. 
Determinado a conhecer a origem da fuga de informação, o Presidente marca com Nina uma reunião na Casa Branca. Ela diz ao presidente que só tem metade da informação que o Presidente precisa. A fim de obter a informação completa, o Presidente deverá encontrar-se com o parceiro dela, que lhe dará as peças restantes do quebra-cabeças. Nina pede a Duncan para ir encontrar-se com o seu parceiro num estádio onde irá decorrer um jogo de beisebol. O presidente chega ao Nationals Park, incógnito e sem proteção do Serviço Secreto, e encontra-se com Augie, o parceiro de Nina. Mas mercenários contratados por Suliman Cindoruk - uma franco-atiradora conhecida por Bach e duas unidades terrestres - conhecedores do encontro no estádio, liquidam Nina, que estava esperando numa van o Presidente e Augie, e quase matam estes. 
Duncan, que tinha sido militar e havia lutado na Guerra do Golfo incorporado numa unidade de Rangers, pega na pistola de Augie e consegue atingir dois dos mercenários. Entretanto chegam agentes do Serviço Secreto que salvam o Presidente e Augie e os transportam para um local secreto no estado vizinho da Virgínia, mas o grupo é atacado novamente. Dois agentes do Serviço Secreto são mortos no ataque subsequente, mas conseguem proteger o Presidente e Augie levando-os para local seguro. 
Chegados, o Presidente faz um balanço dos acontecimentos ficando a saber que Nina e Augie criaram e disseminaram um vírus de computador altamente destrutivo a pedido e pagos por Suliman, mas depois afastaram-se deste e tentaram avisar os EUA quando perceberam o que aconteceria. O vírus está programado para entrar em vigor no dia seguinte, que começa em poucas horas. 
De manhã, as instalações de um Laboratório da rede de resposta imediata a catástrofes situado em Los Angeles é destruído por uma explosão, e logo depois descobre-se que uma grande estação de tratamento de água da Califórnia foi pirateada e estava prestes a distribuir água contaminada à população. Acreditando ser um isco para afastar os melhores especialistas contra pirataria informática da equipa por si reunida, o Presidente mantém junto a si essa equipe de segurança cibernética para trabalhar no combate ao vírus, em vez de enviá-los para ajudar na Califórnia.   
Entretanto havia convocado para uma reunião secreta os líderes de três importantes países, dois amigos, o Primeiro-ministro de Israel e o Chanceler da Alemanha que são recebidos calorosamente, e o Primeiro Ministro da Rússia que substituiu o presidente da Rússia que fora convidado, mas que o enviou em seu lugar; isto cria desconfiança entre as outras delegações, que consideram mais um sinal de que a Rússia está a patrocinar o ataque informático.    
Entretanto Augie explica toda a extensão do vírus: é um ataque que destruiria completamente os dados em todos os dispositivos conectados à internet nos EUA, deixando o país altamente vulnerável a um ataque externo e forçando o governo a retirar-se de seus objetivos de política externa. Duncan revela que os militares dos EUA construíram rapidamente uma rede internacional em colaboração com a NATO para manter as capacidades defensivas em caso de lançamento do vírus. 
Duncan começa a suspeitar que a sua vice-presidente tenha sido a origem da fuga de informação, talvez despeitada por Duncan a ter vencido nas primárias, e que poderia assumir a presidência se Duncan fosse destituído na sequência do impeachment. 
A equipe de segurança cibernética, com a ajuda de Duncan, descobre então uma maneira de tornar o vírus ineficaz, e começam a testar a solução num servidor do Pentágono.  
Mas a eliminação do vírus é bloqueada porque este exige a entrada de uma palavra-senha. Se a palavra-chave de desativação correta não for inserida em trinta minutos, o virus apagará tudo.  
Entretanto, os mercenários remanescentes e a assassina Bach ao serviço de Suliman atacam de novo para matar Augie, mas são aniquilados pelos agentes do Serviço Secreto e por um helicóptero da Marinha, e Bach é capturada. Duncan reúne os oito principais assessores para tentar adivinhar a senha de desativação, e no último segundo, a sua Chefe de Gabinete adivinha corretamente a senha o que permite desativar definitivamente o vírus devastador. 
Quando regressa à Casa Branca, Duncan revela que tinha tido conhecimento prévio da palavra senha para desactivar o vírus, a partir de mensagens que o traidor interno tinha recebido de Nina. A reunião dos oito colaboradores mais chegados para adivinhar a senha era apenas um truque para descobrir o traidor.   
O Presidente confronta a Chefe de Gabinete com as provas com que ela tentou incriminar a Vice-presidente, para que pudesse surgir como a heroína e ser convidada para assumir o cargo de vice-presidente, retomando uma carreira política que havia sido promissora, mas que se perdera por uma gafe.  
Duncan descobre que Suliman havia sido patrocinado pela Rússia e por uma facção na Casa de Saud, ambos querendo enfraquecer o estatuto de superpotência dos EUA para que eles pudessem expandir a sua zona de influência sem interferência. A popularidade do presidente aumenta e as negociações de impeachment são abandonadas.

## Próxima adaptação para televisão
Clinton e Patterson após a publicação do livro fizeram uma série de consultas e reuniões para selecionar a equipa de produtores de um filme. No entanto, a Showtime considera preferível a adaptação da história numa série de drama. O presidente e CEO da Showtime, David Nevins, disse que "a parceria do presidente Clinton com o contador de histórias de ficção mais talentoso promete uma experiência cinética, uma que o mundo dos livros vem salivando há meses e que se encaixa perfeitamente numa série de ação politicamente relevante para a nossa rede."

## Apreciação crítica
Em sua resenha do romance para o New Yorker, Anthony Lane argumenta que The President Is Missing "maximiza o seu potencial e cumpre a sua missão" enquanto comenta negativamente sobre a prosa do livro, o absurdo da sua trama e o uso de colocação de produtos.
James O'Sullivan publicou uma análise no The Guardian, que usa estilometria para mostrar que o romance foi escrito principalmente por Patterson.
Com uma crítica negativa, Will Gompertz, da BBC, deu ao romance 1 em 5 estrelas, classificando-o de "previsível, monótono e desinteressante".

## Vendas
O livro ficou no topo da lista do Best Seller do New York Times até a edição de 24 de junho. Alfred A. Knopf anunciou que o livro vendeu 250.000 cópias em todos os formatos durante sua primeira semana. A Nielsen Bookscan, que representa cerca de 85% das vendas de livros impressos, relatou que pelo menos 152.000 cópias vendidas na primeira semana foram de capa dura. As vendas da primeira semana do livro foram as mais altas no gênero de ficção adulta desde o lançamento de Go Set a Watchman em 2015 e o mais alto em ficção desde o lançamento de novembro de 2017 de Diary of a Wimpy Kid: The Getaway .  O livro novamente ficou no topo da lista dos mais vendidos nas edições de 1º de julho, de  8 de julho e de 15 de julho.
Em 6 de julho de 2018, a Publishers Weekly afirmou que o livro vendeu quase 384.000 cópias até o final de junho e foi o novo romance mais vendido para todo o primeiro semestre de 2018.  O livro também esteve no topo da lista de best-sellers nas edições de 22 de julho e de 29 de julho.  Em 8 de agosto, Knopf anunciou que o livro vendeu um milhão de cópias somente na América do Norte.  